# Artem Harutyunyan
Artem Harutyunyan (Erevan, 13 de agosto de 1990) é um pugilista alemão nascido na Armênia, medalhista olímpico. 

## Carreira
Artem Harutyunyan competiu na Rio 2016, na qual conquistou a medalha de bronze no peso meio-médio-ligeiro.